# Adamas Golodets
Pour les articles homonymes, voir Golodets.
Adamas Solomonovitch Golodets (en russe : Адамас Соломонович Голодец) est un footballeur et entraîneur de football soviétique puis russe né le 23 août 1933 à Moscou et mort le 7 avril 2006 dans la même ville.

## Biographie

### Carrière de joueur
Né et formé dans la ville de Moscou, Adamas Golodets intègre en 1948 le centre de formation du Dynamo Moscou, avec qui il fait ses débuts professionnels à l'âge de 21 ans le 1er juillet 1955 lors d'un match de championnat contre le Lokomotiv Moscou, inscrivant à l'occasion son premier but tandis que les siens l'emportent sur le score de 2-1,. Malgré ces bons débuts et barré par la concurrence, il reste très peu utilisé dans les années qui suivent, ne jouant que douze rencontres entre 1955 et 1957.
Il quitte finalement Moscou en 1958 pour rallier l'équipe du Dynamo Kiev. Il s'impose rapidement comme titulaire au sein de l'attaque et marque 10 buts en 22 rencontres de championnat lors de l'exercice 1958. Il inscrit l'année suivante six buts en 18 matchs.
Ralliant par la suite le Neftianik Bakou en 1960, Golodets devient une figure régulière de l'équipe durant les années 1960, devenant capitaine et passant cinq saisons au club pour 128 matchs joués et 32 buts marqués entre 1960 et 1964. Il met un terme à sa carrière de joueur à l'âge de 31 ans à la fin de cette dernière année.

### Carrière d'entraîneur
Se reconvertissant très vite comme entraîneur, Adamas Golodets intègre dès 1965 l'encadrement technique du Neftianik Bakou en tant que préparateur. Il occupe un poste similaire au Lokomotiv Moscou entre 1966 et 1967 sous les ordres de Valentin Bouboukine.
Faisant son retour à son club formateur du Dynamo Moscou en 1968, Golodets occupe par la suite plusieurs postes d'assistant au sein de l'équipe première, qu'il dirige brièvement en 1980 en tant qu'entraîneur par intérim. Il officie ainsi successivement sous les ordres de Konstantin Beskov, Aleksandr Sevidov, Viatcheslav Soloviov, Vadim Ivanov (en), Anatoli Bychovets ou encore Valeri Gazzaev. Il dirige également le centre de formation du clu entre 1983 et 1985 et en dirige la deuxième équipe, le Dynamo-2 Moscou (en), entre 1989 et 1991 au sein de la troisième puis de la quatrième division soviétique. Redevenant par la suite adjoint en équipe première, il occupe à nouveau le poste d'entraîneur principal par intérim pour la fin de la saison 1993 après la démission de Valeri Gazzaev, amenant le Dynamo à la troisième place du classement.
Après une dernière pige comme adjoint sous Konstantin Beskov entre janvier 1994 et septembre 1995, Golodets se voit confier les rênes de l'équipe première à temps plein après le départ de ce dernier. Sous ses ordres, le Dynamo termine quatrième du championnat russe en 1995 puis 1996 avant d'attendre la troisième place à l'issue de l'exercice 1997. Il atteint en parallèle la finale de la coupe de Russie en 1997, perdue face au Lokomotiv Moscou, ainsi que les quarts de finale de la Coupe des coupes en 1996, où il est éliminé par le Rapid Vienne.
Après un début de saison 1998 décevant qui voit le club tomber dans la zone de relégation après onze journées, Golodets est finalement démis de ses fonctions au mois de juin 1998 après près de trois années à la tête de l'équipe. Il occupe par la suite un poste de directeur au sein du centre de formation avant de quitter définitivement le club en 2003, après 35 ans de présence quasi-ininterrompue depuis 1968. Il décède quelques années plus tard le 7 avril 2006 à Moscou d'une crise cardiaque à l'âge de 72 ans.

## Statistiques de joueur
| Saison                | Club                  | Championnat           | Championnat | Championnat | Coupe(s) nationale(s) | Coupe(s) nationale(s) | Total | Total |
| Saison                | Club                  | Division              | M.          | B.          | M.                    | B.                    | M.    | B.    |
| 1955                  | Dynamo Moscou         | D1                    | 1           | 1           | 1                     | 0                     | 2     | 1     |
| 1956                  | Dynamo Moscou         | D1                    | 4           | 1           | -                     | -                     | 4     | 1     |
| 1957                  | Dynamo Moscou         | D1                    | 4           | 0           | 2                     | 0                     | 6     | 0     |
| Sous-total            | Sous-total            | Sous-total            | 9           | 2           | 3                     | 0                     | 12    | 2     |
| 1958                  | Dynamo Kiev           | D1                    | 22          | 10          | 1                     | 0                     | 23    | 10    |
| 1959                  | Dynamo Kiev           | D1                    | 18          | 6           | -                     | -                     | 18    | 6     |
| Sous-total            | Sous-total            | Sous-total            | 40          | 16          | 1                     | 0                     | 41    | 16    |
| 1960                  | Neftchi Bakou         | D1                    | 22          | 4           | -                     | -                     | 22    | 4     |
| 1961                  | Neftchi Bakou         | D1                    | 21          | 5           | -                     | -                     | 21    | 5     |
| 1962                  | Neftchi Bakou         | D1                    | 23          | 9           | -                     | -                     | 23    | 9     |
| 1963                  | Neftchi Bakou         | D1                    | 34          | 8           | -                     | -                     | 34    | 8     |
| 1964                  | Neftchi Bakou         | D1                    | 26          | 3           | 2                     | 3                     | 28    | 6     |
| Sous-total            | Sous-total            | Sous-total            | 126         | 29          | 2                     | 3                     | 128   | 32    |
| Total sur la carrière | Total sur la carrière | Total sur la carrière | 175         | 47          | 6                     | 3                     | 181   | 50    |